# Talentabwanderung
Die Talentabwanderung ist die teilweise Abwanderung des Humankapitals (beispielsweise Wissenschaftler und allgemeiner Akademiker, Unternehmer, Erfinder oder Facharbeiter) einer Gesellschaft oder Volkswirtschaft. Es werden auch die Begriffe Talentflucht oder Talentschwund, englisch human capital flight (wörtlich übersetzt Flucht des Humankapitals) oder brain drain (wörtlich übersetzt Intellektabfluss), im Deutschen oft in der Übertragung Braindrain, Brain Drain oder Brain-Drain verwendet.
Es gibt weltweit einen Wettbewerb um die klügsten Köpfe, mit erheblichen Nachteilen für die Länder, die nicht die Mittel haben, ihre Talente zu halten, und erheblichen Vorteilen für die anderen Länder und für die betroffenen Personen.
Neben die Ab- und Zuwanderung des Produktionsfaktors Arbeit tritt der Ab- und Zufluss des Produktionsfaktors Kapital. Die Entsprechung der Talentabwanderung ist die Kapitalflucht.

## Auswirkungen
Die Emigration besonders ausgebildeter oder begabter Menschen aus einem Land bedeutet für das gebende Land volkswirtschaftliche Verluste, wogegen das aufnehmende Land von der Talentzuwanderung (englisch brain gain) Vorteile zieht. Viele (nicht alle) wirtschaftliche und technologische Blütezeiten gehen auf Einwanderungswellen zurück, viele Niedergänge auf Auswanderung insbesondere der talentierteren Köpfe verfolgter Minderheiten.

### Nachteiligte Auswirkungen
Hochqualifizierte Arbeitskräfte fehlen im Inland, was die wirtschaftliche und gesellschaftliche Entwicklung behindern kann.
Besonders problematisch ist das in Branchen mit Fachkräftemangel. Die Investitionen in die Ausbildung von Arbeitskräften (z. B. durch staatliche Finanzierung der Ausbildung) kommen nicht mehr dem eigenen Land zugute. Schöpferische Köpfe und Innovationstreiber gehen verloren, was langfristig die Wettbewerbsfähigkeit mindern kann. Der Brain Drain kann die Kluft zwischen ärmeren und reicheren Ländern verstärken, da qualifizierte Arbeitskräfte oft von Entwicklungsländern in Industrieländer abwandern.
Neben nachteiligen wirtschaftlichen Auswirkungen entstehen auch sozial Kosten, wenn z. B. Kinder oder ältere Menschen im Ursprungsland zurückbleiben.

### Vorteile
Rückkehrer bringen oft neues Wissen, Technologien und Erfahrungen mit, welche die Entwicklung im Herkunftsland fördern können.
Diaspora-Netzwerke ermöglichen Zusammenarbeit und Wissenstransfer zwischen Expatriates und ihrem Heimatland. Auswanderer senden oft Geld in ihre Herkunftsländer, was dort die Wirtschaft ankurbeln kann und deren Übertragungsbilanz durch Rücküberweisungen (Remittences) verbessern kann. Remittences führen zu einer höheren Kaufkraft des empfangenen Haushalts. Sie sind zudem ein krisenfeste Quelle ausländischer Einkünfte. In Ländern mit hoher Arbeitslosenquote kann die Abwanderung von Fachkräften die Belastung des Arbeitsmarktes mindern. Das führt zu einer besseren Allokation auf den Faktormarkt. Das geringere Arbeitskräfteangebot kann im Heimatland zu steigenden Löhnen führen. Der Verlust von Fachkräften kann Regierungen dazu bewegen, bessere Arbeits- und Lebensbedingungen zu schaffen, um Talente im Land zu halten. Wenn ein Haushaltsmitglied im Ausland lebt, kann das zu niedrigen Lebenshaltungskosten führen, da ein Haushaltsmitglied weniger versorgt werden muss.

## Historische Beispiele
Nach der Eroberung Konstantinopels durch die Osmanen (1453) flüchteten viele byzantinische Gelehrte – u. a. Bessarion und Johannes Argyropulos – in den lateinischen Westen, insbesondere nach Italien. Dies trug nach Ansicht vieler Historiker zum Ende des Mittelalters und Beginn der Renaissance bei.
Immer wieder vorkommende Vertreibungen von Juden haben in daran teilnehmenden Ländern erhebliche Nachteile gehabt: Spanien dürfte unter anderem der Wegfall jüdischer Bankiers seine Großmachtstellung des 16. Jahrhunderts gekostet haben.
Die Emigration von Hugenotten (verfolgte Protestanten aus Frankreich) nach Preußen brachte Nachteile für Frankreich mit sich. Mit den Hugenotten und anderen in einigen Teilen Europas verfolgten Gruppen ging unter anderem viel handwerkliches Wissen nach Preußen.

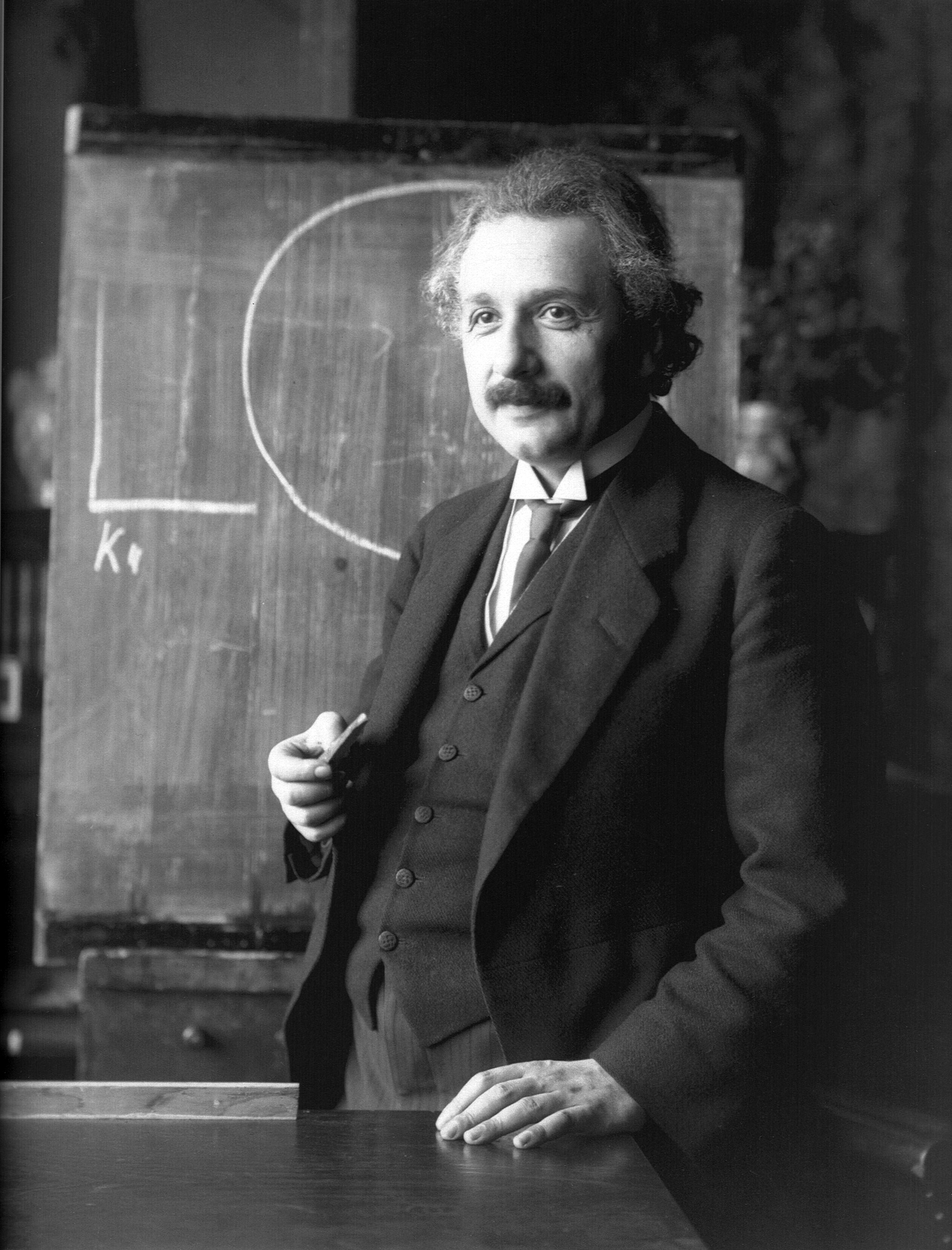
Albert Einsteins Emigration in die USA nach der nationalsozialistischen Machtübernahme ist ein Beispiel von Talentabwanderung infolge sich ändernden politischen Verhältnissen.

Nach der nationalsozialistischen Machtübernahme folgte eine „Säuberung“ des deutschen Wissenschaftssystems, der zahlreiche bedeutende Wissenschaftlerinnen und Wissenschaftler zum Opfer fielen. Die meisten von ihnen waren Juden oder jüdischer Herkunft – z. B. die sogenannten Marsianer –, andere wurden wegen ihrer politischen Einstellung verfolgt. Die deutschen Universitäten verloren auf diese Weise etwa ein Fünftel ihres Lehrkörpers. Etwa 60 % der Betroffenen emigrierten, die meisten in die USA oder nach Großbritannien. Nach dem Ende des Zweiten Weltkriegs sind erneut viele hochkarätige Wissenschaftler (u. a. im Rahmen der Operation Overcast), Künstler und Unternehmer insbesondere in die USA, nicht wenige auch in die Sowjetunion gegangen.
Eine starke Abwanderung lateinamerikanischer Universitätsabsolventen gab es in den 1950er und 1960er Jahren. Zwischen 1950 und 1963 gingen rund 3000 argentinische und zwischen 1954 und 1963 mehr als 2300 chilenische Akademiker in die USA.

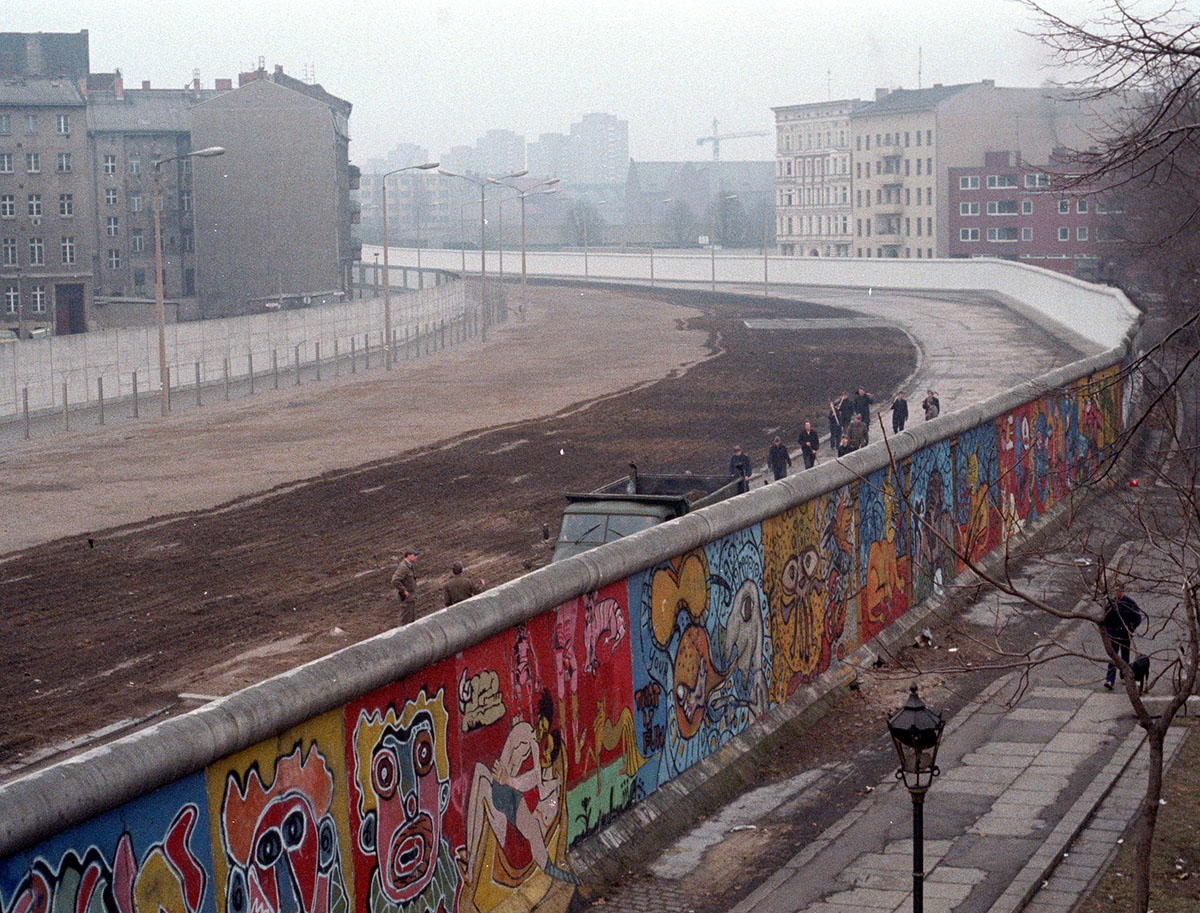
Berliner Mauer (1986)

Als innerdeutsche Problematik stellte sich während der deutschen Teilung die Talentabwanderung von der DDR in die Bundesrepublik Deutschland dar. Zahlreiche Akademiker, u. a. viele Ärzte, verließen die DDR vor und auch noch nach dem Mauerbau 1961. Dies stellte ein wirtschaftliches Problem für die DDR dar, weil sich die Rekrutierung neuer Eliten (in Wissenschaft, Wirtschaft und Politik) immer schwieriger vollzog, während die westdeutsche Wirtschaft von den gut ausgebildeten Kräften aus der DDR profitierte. In ähnlicher Form trat dieses Problem im gesamten ehemaligen Ostblock auf.

## Abwanderung heute
In Europa wird durch die Schaffung eines Binnenmarktes für Arbeitnehmer, Selbständige und eines europäischen Bildungsraumes (abgekürzt EHEA von englisch European higher education area, „Bologna-Prozess“) und europäischen Forschungsraumes (abgekürzt ERA von englisch European research area) eine Diskussion um Talentwanderungen ausgelöst.
Beispiele für Talentwanderungsbewegungen:
- Innereuropäisch von südlichen und östlichen Ländern in die reicheren Länder der EU, insbesondere in den Raum der Blauen Banane
- Aus Europa und aus Asien (vor allem China) in die USA
- seit der US-Präsidentschaftswahl am 5. November 2024: aus den USA in andere Industrieländer[4] Mehr als 1.900 renommierte Wissenschaftler (alle Mitglieder der National Academies of Sciences, Engineering, and Medicine) warnen in einem offenen Brief vor der Politik der Trump-Regierung.[5]
- Aus Deutschland in andere Länder mit besseren Arbeitsbedingungen (siehe Hochschulrahmengesetz) oder Forschungsbedingungen (siehe z. B. Stammzellforschung, Embryonenschutzgesetz)

Laut DAAD (Deutscher Akademischer Austauschdienst) studierten in den Jahren 2000 bis 2019 (das letzte volle Jahr vor dem Beginn der weltweiten COVID-19-Pandemie) 8.640 bis 10.200 Menschen mit deutscher Schulbildung in den USA.
Die Weltgesundheitsorganisation (WHO) gibt in ihrem globalen Verhaltenskodex zur internationalen Rekrutierung von Gesundheitspersonal Einschränkungen für die Anwerbung von Gesundheitsfachkräften aus Ländern vor, die einen kritischen Mangel an Gesundheitspersonal aufweisen. 2023 standen 55 Staaten auf der Liste dieser Länder. In Deutschland sieht § 38 BeschV vor, dass die Anwerbung aus diesen Ländern ausschließlich durch die Bundesagentur für Arbeit geschehen darf.

## Rückwerbung

### Allgemein
Um zu erreichen, dass Studenten und Forscher nach erwünschten Auslandserfahrungen wieder in ihr Heimatland zurückkehren, haben mehrere Länder eigene Maßnahmen und Netzwerke gestartet.
Durch die zeitliche Abfolge von Abwanderung und Rückkehr der Fachkräfte und Akademiker wird ein „Talentkreislauf“ (englisch brain circulation), eine Zirkulation von Menschen und deren Wissen unterstellt. Durch diese Zirkulation sei es möglich, ins Heimatland viel Wissen zurückzubringen, das für die Entwicklung des Landes von Bedeutung sei. Kritiker dieser These weisen darauf hin, dass das Wissen der einzelnen Auswanderer in technologisch entwickelteren Ländern auf viel höherem Niveau kombinierbar ist (Effekte der Synergie und Emergenz), während bei Rückkehr in ein weniger entwickeltes Land dieses Kombinationsniveau nicht mehr gegeben ist. Dadurch ist der Nutzen für die weniger entwickelten Länder deutlich geringer und der Entwicklungsabstand zu den entwickelteren Ländern verringert sich nicht bzw. vergrößert sich weiterhin.

### Deutschland
Derzeit kehrt nur jede vierte Fachkraft nach Deutschland zurück. Gründe dafür sind laut German Scholars Organization die schlechte Bezahlung und das schwer nachzuvollziehende Berufungsverfahren für Professorenstellen in Deutschland sowie die bessere Betreuung von Forschung im Ausland. Dies führt zum Beispiel in der Wirtschaftswissenschaft dazu, dass von den 100 forschungsstärksten deutschen Volkswirten unter 45 Jahren jeder zweite außerhalb Deutschlands arbeitet, wie eine Studie vom April 2007 ergab.
Warum deutsche Akademiker auswandern und oftmals nicht nach Deutschland zurückkehren, ist empirisch bisher nicht untersucht. Ein möglicher, oft genannter Grund für den dauerhaften Verbleib im Ausland ist, dass viele Akademiker zum Zeitpunkt des Wegzuges einer Altersgruppe angehören, bei der sich die sozialen und wirtschaftlichen Lebensverhältnisse schnell festigen (Heirat, Familiengründung, Integration der Kinder in ein anderssprachiges Schulsystem, Immobilienerwerb, Geldanlagen in der Fremdwährung). Diese Migranten und ihre Kinder finden im Ausland nicht nur starke neue Bindungen, sondern oftmals eine vollwertige Heimat, sodass für einen Wunsch, in das Geburtsland zurückzukehren, eventuell gar keine Grundlage besteht.
Zum anderen berichten Akademiker, auch solche, die bereits eine Familie in Deutschland haben oder planen, in bestimmten Ländern (insbesondere skandinavischen, teilweise aber auch z. B. Frankreich und Spanien) bessere Bedingungen für ihre Wünsche vorzufinden, Arbeit, Karriere und Familie bei Beibehaltung eines hohen Lebensstandards und beruflicher wie persönlicher Selbstverwirklichung, Vermeidung eines „Karriereknicks“ u. v. m. vereinbaren zu können, was diese Länder zu attraktiveren Arbeits- und Lebensstandorten macht. Zuletzt werden auch – z. T. deutlich – höhere (Netto-)Akademikereinkommen (auch nach Bereinigung der Kaufkraftunterschiede) erörtert, die sich vor allem auch außerhalb des Wissenschaftsbetriebes zeigen. In den 2000er Jahren wurde zudem die prekäre Lage am deutschen Arbeitsmarkt als weiterer Grund für Abwanderung gesehen. Denn nicht nur Medizinern, Ingenieuren und Naturwissenschaftlern boten sich deutlich bessere berufliche und einkommensbezogene Chancen und Lebensperspektiven im Ausland, sondern auch Sozial- und Geisteswissenschaftlern, die beim Arbeitsmarkt in Deutschland als „Sorgenkinder des Arbeitsmarktes“, als nicht fachbezogen vermittelbar bis unerwünscht oder gar beinah als überflüssig angesehen wurden.
Zudem führen viele Länder gezielt Anwerbeaktionen in Deutschland für bestimmte Absolventen durch, zum Beispiel Großbritannien für Sozialpädagogen und Sozialarbeiter. Umgekehrt fördern einzelne Bundesländer die Rückkehr Hochqualifizierter nach Deutschland.

### Österreich
Das „Network for Researchers“ des Office of Science & Technology der österreichischen Botschaft in den USA dient der Rückwerbung abgewanderter österreichischer Talente.

## Talentvergeudung
Als „Talentvergeudung“ (englisch brain waste) wird die verwehrte oder verzögerte Anerkennung der Qualifikationen von Migranten aus deren Ursprungsland sowie das damit einhergehende Verbot der Ausübung des erlernten Berufs kritisiert. Im Einwanderungsland werden die Fähigkeiten der Migranten nicht so genutzt, wie es möglich wäre. Auf Seiten des Zuwanderers bleiben Hoffnungen oder Erwartungen unerfüllt, und es kommt gegebenenfalls zu einer Dequalifikation. Man spricht so auch von einer „lose-lose-Situation“ für alle Beteiligten.